# Krzywa Laffera
Krzywa Laffera – krzywa będąca wykresem zależności między stawką opodatkowania dochodów a dochodami budżetowymi państwa z tytułu podatków, opracowana w 1974 przez amerykańskiego ekonomistę Arthura Laffera. Jest używana jako argument za zmniejszeniem podatków.
Kształt krzywej jest nieokreślony i wzbudza kontrowersje. Według niektórych oszacowań, maksimum krzywej dla najwyższego progu podatku dochodowego może przekraczać nawet 65–90%. W przypadku podatku konsumpcyjnego, według pewnych oszacowań krzywa może nie mieć maksimum. Badania ekonomii behawioralnej sugerują też, że ludzie przykładają w praktyce ograniczoną uwagę do stawek podatkowych przy podejmowaniu decyzji ekonomicznych.

## Koncepcja

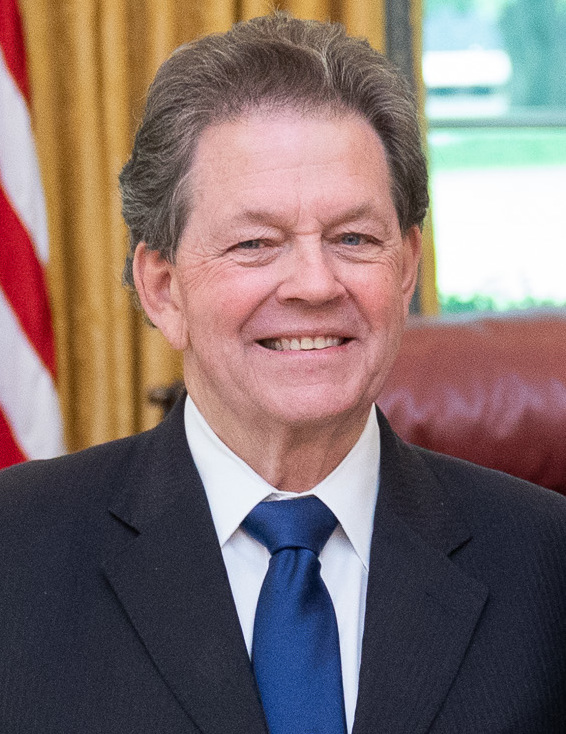
Arthur Laffer w 2019

Wzrost stopy opodatkowania początkowo skutkuje wzrostem wpływów budżetowych z podatków, ale po przekroczeniu pewnego poziomu wpływy te spadają.
T → dochód dla budżetu państwa; t → stawka opodatkowania;
t* → stawka opodatkowania maksymalizująca wpływy do budżetu; stopy t_{1} i t_{3} dają takie same wpływy budżetowe

Według legendy Krzywa Laffera po raz pierwszy została wykreślona na serwetce w restauracji Two Continents w Waszyngtonie w listopadzie 1974. Młody ekonomista Arthur Laffer w ten sposób tłumaczył swoje koncepcje podatkowe ówczesnemu zastępcy szefa sztabu Białego Domu Dickowi Cheneyowi. Świadkiem i organizatorem tego spotkania był dziennikarz Jude Wanniski, który nadał krzywej nazwę od nazwiska jej autora i spopularyzował ideę w licznych artykułach i książce The Way The World Works.
Wartość przychodów budżetowych przy stawce opodatkowania dochodów równej {\displaystyle t=0\%} jest zerowa. Zgodnie z teorią Laffera kolejne wzrosty stawek opodatkowania powodują coraz większe przyrosty przychodów podatkowych, aż do maksymalnej wartości {\displaystyle T_{max}} dla stawki {\displaystyle t_{*}.} Dalsze podwyższanie stawki będzie skutkować obniżeniem całkowitej wartości przychodów z tytułu podatków. Kiedy stawka opodatkowania dochodów osiągnie {\displaystyle t=100\%,} to przychody znów będą zerowe. Punkt na krzywej Laffera odpowiadający stawce maksymalizującej przychody podatkowe nazywany jest punktem nasycenia. Z kształtu krzywej Laffera wynika, że ten sam poziom przychodów do budżetu z tytułu podatków rząd może osiągnąć dla dwóch różnych stawek opodatkowania – {\displaystyle t_{1}} i {\displaystyle t_{3}}.

## Założenia
Laffer w swojej koncepcji oparł się na następujących założeniach:
- Przy stawce opodatkowania równej {\displaystyle t=0\%} podatnicy nie płacą żadnych podatków, zatem budżet państwa nie odnotowuje żadnych przychodów z podatków.
- Wzrost stawki opodatkowania wyzwala dwa przeciwstawne efekty:
  - zwiększenie udziału budżetu państwa w dochodach podmiotów gospodarczych
  - zmniejszenie deklarowanego do opodatkowania dochodu podmiotów gospodarczych.

Ten drugi efekt podniesienia stawki opodatkowania Laffer wyjaśnia poprzez:
- zmniejszenie motywacji do podejmowania pracy i działalności gospodarczej – ograniczenie korzyści, jaką podmioty gospodarcze odnoszą ze swojej pracy i działalności gospodarczej skłania je do ograniczenia swojej aktywności w tej dziedzinie[15][14],
- zwiększenie skłonności podmiotów gospodarczych do ukrywania swoich dochodów i wchodzenia w szarą strefę – przy wyższej stawce opodatkowania podmioty gospodarcze odnoszą większe korzyści z niepłacenia podatków[14],
- zwiększenie skłonności, zwłaszcza dużych przedsiębiorstw, do delokalizacji działalności gospodarczej, przeniesienia całości lub znacznej części czynników produkcji za granicę, na przykład do tzw. rajów podatkowych.

Przy poziomie opodatkowania dochodów {\displaystyle t=100\%} ustają wszelkie bodźce do pracy i prowadzenia działalności gospodarczej podlegającej opodatkowaniu. Nie mając motywacji do pracy i prowadzenia działalności gospodarczej, podmioty zaprzestają działalności i żadne dochody nie są wytwarzane (albo wytwarzane są w szarej strefie). W ten sposób przestaje istnieć przedmiot opodatkowania i przychody z tego tytułu mają wartość zerową.

## Krzywa Laffera w praktyce

Stawki i wpływy z podatków VAT, CIT i PIT w Polsce w latach 1998–2013

Krzywa Laffera jest najbardziej znanym modelem ekonomii podaży, której twórcy postulowali obniżenie stóp podatkowych w celu pobudzenia inwestycji oraz ograniczenia roli państwa w gospodarce w celu zwiększenia podaży pracy.
Podstawową przesłanką dla polityki fiskalnej państwa formułowaną na podstawie krzywej Laffera jest możliwość (przy określonych warunkach) zwiększenia wpływów podatkowych poprzez obniżenie stopy opodatkowania. Teza ta jednak wzbudza kontrowersje.

### Dane empiryczne
W latach 1921–1926 w Stanach Zjednoczonych obniżono podatki od dochodów indywidualnych ze stawki 73% do 25%. Dochody budżetowe z tytułu tego podatku wzrosły z 719 milionów USD w 1921 do ponad 1 miliarda USD w 1929 r., a udział ówczesnych ludzi bogatych (zarabiających ponad 100 tys. USD rocznie) w całości przychodów z podatku zwiększył się z 28% w roku 1921 do 51% w 1926. Z drugiej strony osoby z dochodami najmniejszymi poniżej 10 tys. USD w roku 1921 zapłaciły 23%, a w roku 1926 tylko 5% ogólnej kwoty wpływów podatkowych.
Pierwszym bezpośrednim zastosowaniem w polityce gospodarczej koncepcji krzywej Laffera (opracowanej już wówczas w formie naukowej) było znaczące obniżenie stawek PIT w USA w 1981 roku. Administracja prezydenta Ronalda Reagana zmniejszyła najwyższą stawkę opodatkowania z 70 do 50%, a następnie w 1986 roku do 28%. Według oficjalnych danych wpływy z podatków wzrosły z 517 mld USD w 1980 r. do 770 mld USD w 1986 r. i 911 mld USD w 1988 r.
W Polsce doświadczenia z mechanizmem krzywej Laffera związane są z podatkiem akcyzowym od wyrobów spirytusowych. Podwyżki stawek akcyzy na wyroby spirytusowe w latach 1999–2001 przyczyniły się do obniżenia dochodów budżetu państwa z tego tytułu. Obniżka stawki akcyzy w roku 2002 skutkowała zwiększeniem przychodów, co stało się argumentem dla dalszych reform podatkowych wdrażanych przez rząd Leszka Millera. Z kolei wzrost stawek akcyzowych na wyroby tytoniowe spowodował spadek dochodów akcyzowych przy równoczesnym wzroście wykorzystania papierosów z przemytu. Wymienionym podwyżkom akcyzy w Polsce towarzyszył zarówno spadek produkcji krajowej, jak też spadek legalnej sprzedaży wyrobów tytoniowych, natomiast liczba osób palących nie uległa przy tym zmianie, co wskazuje na jednoczesny wzrost szarej strefy i przemytu tych wyrobów.
Niektóre badania ekonometryczne, takie jak analiza Saeza, sugerują, że w przypadku podatku dochodowego punkt maksimum krzywej może znajdować się powyżej 65–90%, a dla podatku konsumpcyjnego, według pewnych oszacowań, krzywa może nie mieć maksimum. Badania ekonomii behawioralnej, np. Raja Chetty’ego, sugerują też, że ludzie nie uwzględniają w bardzo dużym stopniu stawek podatkowych w różnych decyzjach ekonomicznych, nawet jeśli zostaną im udzielone szczegółowe wyjaśnienia o konstrukcji systemu podatkowego.

### Dyskusja nad przykładami
Do dziś trwają spory o rzeczywiste efekty gospodarcze, które wystąpiły po obniżce podatków w latach 80. w Stanach Zjednoczonych.
Obniżce podatków towarzyszyło zwiększenie deficytu budżetowego co oznaczało, że rozwój gospodarczy był również napędzany czynnikami popytowymi.
Inne kontrowersyjne zagadnienie dotyczy interpretacji danych dotyczących efektu redystrybucyjnego, który zaobserwowano wskutek zmian podatkowych w latach 80. XX wieku w USA. W 1981 r. udział 5% najlepiej zarabiających Amerykanów w przychodach z podatków wynosił 35,4%, podczas gdy w 1990 r. wynosił już 44%. Udział płacony przez najbogatszych podatników stanowiących 1% ogółu amerykańskiej populacji wzrósł z 17,9 do 25,6%. Natomiast „dolne” 50% podatników zmniejszyło w tym samym czasie swój udział w ogólnej kwocie płaconych podatków z 7,4% do 5,7%. Zwolennicy rozwiązań administracji Reagana są skłonni uważać, że to efekt podażowy oraz osłabienie bodźców do unikania opodatkowania zdecydowały o zwiększeniu dynamiki wzrostu dochodów, a tym samym rozszerzenia bazy podatkowej, szczególnie w grupie najbogatszych. Przeciwnicy szkoły ekonomii podaży przekonują, że wzrost udziału ludzi bogatych w przychodach podatkowych wynikał raczej z ich obaw dotyczących utrzymania się korzystnych stawek w dłuższej perspektywie i efektu spekulacyjnego. Oczekując podwyżek stawek, najbogatsi postanowili – jak argumentowali przeciwnicy – zrealizować zyski z kapitału, koncentrując znaczną część swoich dochodów w czasie. Tym samym podlegali mniejszemu wymiarowi podatków, ale odbyło się to kosztem przyszłych wpływów do budżetu.
Krytycy koncepcji krzywej Laffera wskazują również, że wzrost przychodów podatkowych przy obniżce stawki podatku może wynikać z ogólnego wzrostu gospodarczego, a obniżenie stawki podatku skutkuje w rzeczywistości mniejszymi wpływami. W USA w 1980 r. udział przychodów podatkowych wynosił 19% PKB, a po obniżkach podatków spadł do 17,5% w 1986 r. Nastąpiło to przy wzroście kwoty wpływów podatkowych, ale nie można wykazać, że wzrost ten (lub większy) nie nastąpiłby również przy utrzymaniu wysokości stawek podatków.

## Kształt

### Praktyczne określenie kształtu krzywej

Przykład asymetrycznej krzywej Laffera; wpływy do budżetu najwyższe przy stopie opodatkowania dochodów równej 70%

Ze względu na płynące z koncepcji krzywej Laffera wnioski o możliwości jednoczesnego obniżenia stawki podatku i zwiększenia przychodów budżetowych z tego tytułu, krzywa ta często bywa wykorzystywana przez zwolenników liberalizmu gospodarczego do uzasadniania obniżania podatków. Należy podkreślić, że jakkolwiek koncepcja krzywej Laffera w określonych warunkach gospodarczych uzasadnia obniżenie podatków w celu zwiększenia przychodów budżetowych, to jednak nie daje jednoznacznych przesłanek w tym zakresie. W szczególności powołanie się na krzywą Laffera wymagałoby wykazania, że obecna stawka opodatkowania jest wyższa od stawki odpowiadającej punktowi nasycenia, ponieważ tylko przy takich warunkach obniżenie stawki opodatkowania zwiększy przychody z tytułu podatków. Tym samym koncepcja krzywej Laffera nie w każdych okolicznościach może być uzasadnieniem dla obniżenia stopy opodatkowania. Wyznaczenie ex ante stopy maksymalizującej przychody podatkowe państwa jest niezwykle złożone i wiąże się z licznymi trudnościami (niektórzy ekonomiści wątpią w ogóle w możliwość jej jednoznacznego wyznaczenia). Jedynym pewnym sposobem wydaje się analiza ex post, czyli empiryczne badanie reakcji wysokości przychodów podatkowych na zmiany stopy opodatkowania. Pewne badania wskazują, iż rzeczywista krzywa może nie mieć symetrycznego kształtu.

### Zmienność krzywej w czasie
Innym problemem przy stosowaniu krzywej Laffera jest zmienność kształtu krzywej w czasie. Doświadczenia państw europejskich z czasów II wojny światowej pokazują, że w warunkach wojny i zagrożenia militarnego obywatele są skłonni ponosić większe obciążenia na rzecz państwa. Kolejne podwyżki podatków na cele wojenne skutkowały zwiększeniem przychodów z tego tytułu. Tym samym punkt nasycenia na krzywej Laffera był znacząco przesunięty w prawo. Po zakończeniu działań wojennych w wielu państwach zdecydowano się obniżyć stawki opodatkowania. Efektem tych obniżek było ponowne zwiększenie przychodów do budżetu, z czego wynika, że stawka opodatkowania (choć w czasie wojny ustalona poniżej poziomu nasycenia) była wyższa od powojennej stawki nasycenia. Wraz z ustaniem zagrożenia i zmianą warunków życia krzywa Laffera zmieniła kształt, a stawka nasycenia znacznie się obniżyła.

### Lokalizacja działalności gospodarczej a krzywa Laffera
Dodatkową trudnością może być zróżnicowanie lokalizacyjne kształtu krzywej Laffera. Niezwiązane z podatkami warunki gospodarowania w różnych lokalizacjach mogą mieć wpływ na reakcję podmiotów gospodarczych na zmiany stawki opodatkowania. Na przykład w regionach przygranicznych łatwiej substytuować obłożone wysokim podatkiem akcyzowym krajowe wyroby alkoholowe tańszym importem. Jednostki będą bardziej skłonne rezygnować z konsumpcji alkoholu objętego podatkiem na rzecz łatwo sprowadzanego z zagranicy tańszego alkoholu i tym samym będą zmniejszać podstawę opodatkowania. Punkt nasycenia krzywej Laffera będzie tu przesunięty znacznie w lewo w stosunku do regionów centralnych kraju, gdzie substytucja wyrobów alkoholowych jest trudniejsza (a więc bardziej kosztowna).

## Krzywa Laffera w krótkim okresie
Jednym z problemów, przed jakim stają decydenci polityki gospodarczej państwa, jest ograniczenie zastosowania krzywej Laffera związane z różnicą elastyczności krzywej w krótkim i w długim okresie. W krótkim okresie podmioty gospodarcze nie są w stanie zareagować odpowiednio szybko na zmiany stopy opodatkowania, co powoduje, że punkt nasycenia na krzywej przesuwa w kierunku maksymalnego opodatkowania.
Choć nie zostało to nigdy potwierdzone empirycznie (i jest bardzo wątpliwe, by kiedykolwiek tego dokonano), można teoretycznie uzasadnić, że w ultrakrótkim okresie nawet stopa opodatkowania dochodów na poziomie 100% nie będzie skutkować zerowymi przychodami podatkowymi. Reakcja podmiotów gospodarczych na podniesienie stopy opodatkowania do tego poziomu nie będzie natychmiastowa. Podmioty będą stopniowo wygaszać działalność gospodarczą, co oznacza, że przynajmniej przez okres do jej całkowitego ustania będą płacić podatki w wysokości 100% dochodu. Poza tym można z dużym prawdopodobieństwem założyć, że większość podmiotów, które przy 100% stawce zdecydowałyby się na funkcjonowanie w szarej strefie, ujawniałaby część swoich dochodów, aby zachować pozory legalności działania.

## Krzywa Laffera w długim okresie
W długim okresie reakcja podmiotów gospodarczych jest bardziej wyraźna, dlatego długookresowa stawka opodatkowania maksymalizująca przychody budżetowe jest niższa od stawki krótkookresowej. Optymalizacja stawki opodatkowania na podstawie krzywej Laffera będzie zatem wymagała decyzji politycznej co do okresu optymalizacji. Cykl wyborczy często skłania rządy do optymalizacji krótkoterminowej, co jest poważnym ograniczeniem stosowalności krzywej Laffera w praktyce gospodarczej i stanowi jedną z ważniejszych form zawodności państwa w zakresie działalności regulacyjnej.

## Krzywa Laffera a optymalizacja stawki opodatkowania

### Przedmiot optymalizacji
Należy podkreślić, że stawka opodatkowania odpowiadająca punktowi nasycenia na krzywej Laffera jest stawką optymalną jedynie z punktu widzenia wysokości przychodów budżetowych. Nie wykazano prostej zależności pomiędzy tą stawką a stawką opodatkowania optymalną z punktu widzenia rozwoju gospodarczego. Nie istnieje też bezpośrednia zależność między stawką nasycenia na krzywej Laffera a stawką optymalną z punktu widzenia preferencji podatników.

### Wieloparametrowość optymalizacji
Można wyobrazić sobie sytuację, w której obywatele dwóch różnych państw mają takie same preferencje dotyczące wysokości stopy opodatkowania, jednak przepisy pierwszego z państw ściślej regulują kontrolę fiskalną przy takich samych kosztach kontroli. Taka silniejsza kontrola osłabia jeden z czynników obniżających wpływy podatkowe, jakim jest skłonność podmiotów gospodarczych do przechodzenia w szarą strefę (ponieważ wiąże się ono wówczas z większym ryzykiem). Tym samym reakcja podmiotów gospodarczych pierwszego państwa na zmianę stawki opodatkowania będzie (ceteris paribus) sztywniejsza niż w przypadku drugiego państwa, o mniej ścisłej kontroli fiskalnej. Stawka odpowiadająca punktowi nasycenia na krzywej Laffera w przypadku pierwszego państwa będzie zatem wyższa niż w przypadku drugiego państwa, przy takich samych preferencjach podatników co do wysokości stopy opodatkowania.

### Optymalizacja z punktu widzenia aparatu urzędniczego
Krzywa Laffera jasno wskazuje, że istnieją co najmniej dwie różne stawki opodatkowania, którym odpowiada ten sam przychód podatkowy. Nie należy jednak sądzić, że sytuacja ekonomiczna budżetu jest w obydwu tych punktach identyczna, różne mogą być bowiem koszty zbierania podatków w punktach {\displaystyle t_{1}} i {\displaystyle t_{3},} a co za tym idzie, różne są dla nich przepływy pieniądza. Niektórzy argumentują, że dla aparatu urzędniczego może być istotnie korzystne utrzymywanie stawki wyższej. Może to być źródłem nieefektywnej optymalizacji stawki podatkowej, co z punktu widzenia gospodarki jest sytuacją niekorzystną.

## Inne informacje
Idea, która kryje się za krzywą Laffera, pojawiała się wielokrotnie w historii myśli ekonomicznej, zanim jeszcze została opracowana w formie naukowej. Podobne koncepcje zostały zawarte m.in. w pracach francuskiego ekonomisty Frédérica Bastiata (XIX wiek) i arabskiego uczonego Ibn Chalduna (XIV wiek). Pisali o tym zjawisku również polscy ekonomiści dwudziestolecia międzywojennego, m.in. Roman Rybarski.